# Операция «Страж свободы»
Операция «Страж свободы» (англ. Operation Freedom’s Sentinel) — миссия НАТО по борьбе с терроризмом, которая началась 1 января 2015 года вместе с операцией «Решительная поддержка» и завершилась 15 августа 2021 года в связи с выводом войск США из Афганистана и последовавшими падением Кабула и крахом Исламской Республики Афганистан.

## История
После тринадцати лет операции «Несокрушимая свобода» военные США и союзники по НАТО сместили акцент с крупных военных операций на точечные контртеррористические удары.